# Epidemia de síndrome respiratorio agudo grave de 2002-2004
La epidemia de SARS de 2002-2004 fue una epidemia ocasionada por el Síndrome Respiratorio Agudo Grave (SARS o SRAG) causado por SARS-CoV. El brote se identificó por primera vez en Foshan, Cantón, China, en noviembre de 2002. Más de 8,000 personas de 29 países y territorios diferentes se infectaron, y al menos 774 murieron en todo el mundo. La Organización Mundial de la Salud declaró el SARS contenido el 5 de julio de 2003, sin embargo, se informaron varios casos de la enfermedad hasta mayo de 2004.

## Enfermedad
El síndrome respiratorio agudo grave (SRAG), o síndrome respiratorio agudo severo (SRAS), también conocido por sus siglas en inglés SARS (severe acute respiratory syndrome), es una neumonía atípica causada por el coronavirus SARS-CoV que apareció por primera vez en noviembre de 2002 en Foshan la provincia de Guangdong en China, provincia de Cantón ese primer mes se registraron los primeros 66 casos, se fueron duplicando los casos hasta que llegó al pico de infectados. Se propagó a las vecinas Hong Kong y Vietnam a finales de febrero de 2003, cuando había 528 infectados, y luego a otros países a través de viajes por medio aéreo o terrestre de personas infectadas. La enfermedad ha tenido una tasa promedio de mortalidad global cercana a un 13 %, para finales del mes de junio del 2003 llegó al pico con 8448 infectados.
La tasa de mortalidad varió en cada país, lo que puede ser parcialmente explicado por las diferencias en los informes. Debe tenerse en cuenta que esta tasa no toma en cuenta las posibles muertes futuras que resulten de la enfermedad o de los casos no reportados de SARS por no mostrar los síntomas conocidos. El 19 de abril de 2003, el investigador de Harvard Henry Niman actualizó la tasa de mortalidad a un 18,2 % para Canadá y Hong Kong.
Las posibilidades de que las personas que padecen el SARS pudiesen mantenerse "asintomáticas", lo que significaría que los portadores podrían mezclarse con la población sin recibir tratamiento, son pequeñas, según lo dicho por los funcionarios de la OMS (2003).
Si bien en marzo de 2003 algunos científicos clasificaron al SARS como un paramixovirus, posteriormente la Organización Mundial de la Salud (OMS) y los laboratorios clasificaron a este virus como SARS-CoV, un tipo de coronavirus no conocido con anterioridad en seres humanos.

## Síntomas y tratamiento
La OMS recomienda que los casos sospechosos sean aislados y define como caso sospechoso a la persona que después del 1 de febrero de 2003 presente el historial de:
- fiebre alta (>38 °C) (100,4 °F) y
- uno o más síntomas respiratorios, incluyendo tos, respiración entrecortada, dificultad para respirar, signos de hipoxia o un diagnóstico de neumonía y

- uno o más de los siguientes:
  - contacto cercano con una persona sospechosa de tener SARS o
  - historia reciente de viaje a áreas de transmisión documentada del SARS.

Un caso probable se define como un caso sospechoso con el hallazgo adicional de neumonía o síndrome respiratorio por radiografía de tórax o autopsia.
Con la disponibilidad de test diagnóstico para el coronavirus responsable del SARS, la OMS agregó la categoría de SARS confirmado por laboratorio para los pacientes en los que estando en la categoría de caso probable, no tenían todavía cambios radiológicos, pero sí un test positivo para SARS basado en los test nombrado (ELISA, inmunofluorescencia o PCR).
Frecuentemente el número de leucocitos y plaquetas es bajo. Los primeros resultados sugieren que hay una relativa neutrofilia y una relativa linfopenia (relativa porque el número total de leucocitos tiende a ser bajo, es decir hay leucopenia). Otras pruebas de laboratorio sugerentes son un alto índice de lactato deshidrogenasa (LDH) y nivel levemente alto de creatin kinasa (CK) y proteína C-reactiva.
Los síntomas aparecen habitualmente 2-10 días (se ha informado de hasta 13 días) después de la infección (en la mayoría de los casos los síntomas aparecen en los 2-3 días después de la infección). En cerca del 10-20 % de los casos, los síntomas son tan graves que a los pacientes se les debe colocar un aparato de respiración asistida.
Los antibióticos son ineficaces. Inicialmente se comentó el uso anecdótico de esteroides y del antiviral ribavirina como tratamiento, pero la experiencia reciente no proporciona ninguna evidencia científica que apoye esta hipótesis. La CDC está probando otras drogas antivirales contra los coronavirus para ver si pueden formular recomendaciones específicas.
Al 2017, no hay cura o vacuna protectora para el SARS que sea segura y efectiva en humanos. La identificación y desarrollo de vacunas nuevas y medicamentos para el tratamiento de SARS es una prioridad para gobiernos y agencias públicas de salud alrededor del mundo.
Este gráfico representa la evolución de la persona con probable infección, de varios países y los ratios de mortalidad en las 2 últimas semanas.-

## Origen de la epidemia
El virus se originó en la provincia de Yunán y el brote epidémico parece haberse iniciado en la provincia de Guandong en noviembre del 2002, y en los primeros días de abril de 2003, el SARS comenzó a recibir una mayor atención en los medios oficiales. Sin embargo, también a principios de abril las acusaciones emergieron respecto de los casos no registrados en los hospitales militares de Pekín. Después de una intensa presión, los funcionarios chinos permitieron que funcionarios internacionales investigaran la situación.

## Casos registrados
| País o región                        | Casos | Muertes | Nivel de fatalidad (%) |  |
| ------------------------------------ | ----- | ------- | ---------------------- |  |
| China                                | 5,327 | 349     | 6.6                    |  |
| Hong Kong                            | 1,755 | 299     | 17.0                   |  |
| Taiwán                               | 346   | 73      | 21.1                   |  |
| Canadá                               | 251   | 43      | 17.1                   |  |
| Singapur                             | 238   | 33      | 13.9                   |  |
| Vietnam                              | 63    | 5       | 7.9                    |  |
| Estados Unidos                       | 27    | 0       | 0                      |  |
| Filipinas                            | 14    | 2       | 14.3                   |  |
| Tailandia                            | 9     | 2       | 22.2                   |  |
| Alemania                             | 9     | 0       | 0                      |  |
| Mongolia                             | 9     | 0       | 0                      |  |
| Francia                              | 7     | 1       | 14.3                   |  |
| Australia                            | 6     | 0       | 0                      |  |
| Malasia                              | 5     | 2       | 40.0                   |  |
| Suecia                               | 5     | 0       | 0                      |  |
| Reino Unido                          | 4     | 0       | 0                      |  |
| Italia                               | 4     | 0       | 0                      |  |
| India                                | 3     | 0       | 0                      |  |
| Corea del Sur                        | 3     | 0       | 0                      |  |
| Indonesia                            | 2     | 0       | 0                      |  |
| Sudáfrica                            | 1     | 1       | 100.0                  |  |
| Kuwait                               | 1     | 0       | 0                      |  |
| Irlanda                              | 1     | 0       | 0                      |  |
| Macao                                | 1     | 0       | 0                      |  |
| Nueva Zelanda                        | 1     | 0       | 0                      |  |
| Rumania                              | 1     | 0       | 0                      |  |
| Rusia                                | 1     | 0       | 0                      |  |
| España                               | 1     | 0       | 0                      |  |
| Suiza                                | 1     | 0       | 0                      |  |
| Total excluyendo a China continental | 2,769 | 454     | 16.4                   |  |
| Total (29 territorios)               | 8,096 | 774     | 9.6                    |  |
|                                      |       |         |                        |  |

## Cronología

### Noviembre de 2002
El 16 de noviembre de 2002, comenzó un brote de síndrome respiratorio agudo grave (SRAS) en la provincia de Cantón, en la frontera con Hong Kong, al sur de la República Popular China. Un agricultor en el distrito de Shunde del condado de Foshán fue probablemente el primer caso de infección. El gobierno de China notificó a la Organización Mundial de la Salud (OMS) sobre este brote el 10 de febrero de 2003, informando 305 casos, incluidos 105 trabajadores de la salud y cinco muertes. Más tarde informó que el brote en Cantón había alcanzado su punto máximo a mediados de febrero de 2003. Sin embargo, esto parece haber sido falso porque posteriormente se informaron 806 casos de infección y 34 muertes.
Al principio de la epidemia, el gobierno chino desalentó a su prensa de informar sobre el SARS, retrasó la presentación de informes a la OMS e inicialmente no proporcionó información a los chinos fuera de la provincia de Cantón, donde se cree que la enfermedad se originó. Además, un equipo de la OMS que viajó a Pekín no pudo visitar la provincia de Cantón durante varias semanas. Esto dio lugar a críticas internacionales, lo que parece haber llevado a un cambio en la política del Gobierno a principios de abril.

### Enero de 2003
El primer superdifusor, Zhou Zuofen, pescadero, se registró en el Hospital Sun Yat-sen Memorial en Cantón el 31 de enero, donde infectó a 30 enfermeras y médicos. El virus pronto se propagó a hospitales cercanos.

### Febrero de 2003

Diseño del noveno piso del Hotel Metropole en Hong Kong, que muestra dónde ocurrió una super expansión del síndrome respiratorio agudo grave (SARS)

#### Hong Kong
En febrero de 2003, el paciente índice de SARS de Hong Kong era el Dr. Liu Jianlun, quien había venido para asistir a una reunión familiar de bodas; El Dr. Liu estaba en el personal del Hospital Sun Yat-Sen Memorial en Cantón y había tratado a pacientes con SARS.
Se cree que el Dr. Liu fue un superdifusor del SARS: otros 23 invitados de Metropole desarrollaron el SARS, incluidos siete del noveno piso. El cuñado de Liu, que buscó tratamiento a fines de febrero, fue hospitalizado en el Hospital Kwong Wah el 1 de marzo y murió el 19 de marzo. Se estima que alrededor del 80% de los casos de Hong Kong se debieron a Liu.

#### Vietnam
El virus fue llevado a Hanói, Vietnam, por el chino-sinoestadounidense Johnny Chen, un residente de Shanghái que se había alojado al otro lado del pasillo de Liu en el Metropole. Fue ingresado en el Hospital Francés de Hanói el 26 de febrero, donde infectó al menos a 38 miembros del personal. Aunque fue evacuado a Hong Kong, murió el 13 de marzo. El Dr. Carlo Urbani, especialista en enfermedades infecciosas de la OMS, se encontraba entre el personal que examinó a Chen. Urbani observó que otro personal del hospital ya se estaba enfermando y se dio cuenta de que estaba lidiando con una enfermedad nueva y peligrosa. Él mismo se infectó y murió el 29 de marzo.

#### Canadá
El 23 de febrero, una anciana llamada Kwan Sui-Chu, que también había sido huésped del hotel Metropole, regresó a Toronto desde Hong Kong. Murió en su casa el 5 de marzo, después de infectar a su hijo Tse Chi Kwai, quien posteriormente transmitió la enfermedad al Hospital Scarborough Grace y murió el 13 de marzo.

### Marzo de 2003

#### Singapur
El 1 de marzo, Esther Mok, de 26 años, otra invitada de Metropole, ingresó en el Hospital Tan Tock Seng después de visitar Hong Kong, comenzando el brote en Singapur. Aunque se recuperó, varios miembros de la familia no lo hicieron.

#### Hong Kong
El 4 de marzo, un hombre de 27 años, que había visitado a un huésped en el noveno piso del Metropole 11 días antes, ingresó en el Hospital Prince of Wales de Hong Kong. Al menos 99 trabajadores del hospital (incluidos 17 estudiantes de medicina) se infectaron mientras lo trataban.

#### Tailandia
El 25 de marzo, las autoridades de Hong Kong declararon que nueve turistas habían contraído la enfermedad de un hombre de China continental que había abordado el mismo avión el 15 de marzo, el vuelo 112 de Air China a Pekín.
El 27 de marzo, Arthur KC Li , jefe de la Oficina de Educación y Recursos Humanos de Hong Kong , anunció la cancelación de todas las clases en las instituciones educativas. El Ministerio de Educación de Singapur anunció que todas las escuelas primarias, secundarias y colegios universitarios menores permanecerían cerradas hasta el 6 de abril de 2003. Los politécnicos y las universidades no se vieron afectados.

### Abril de 2003

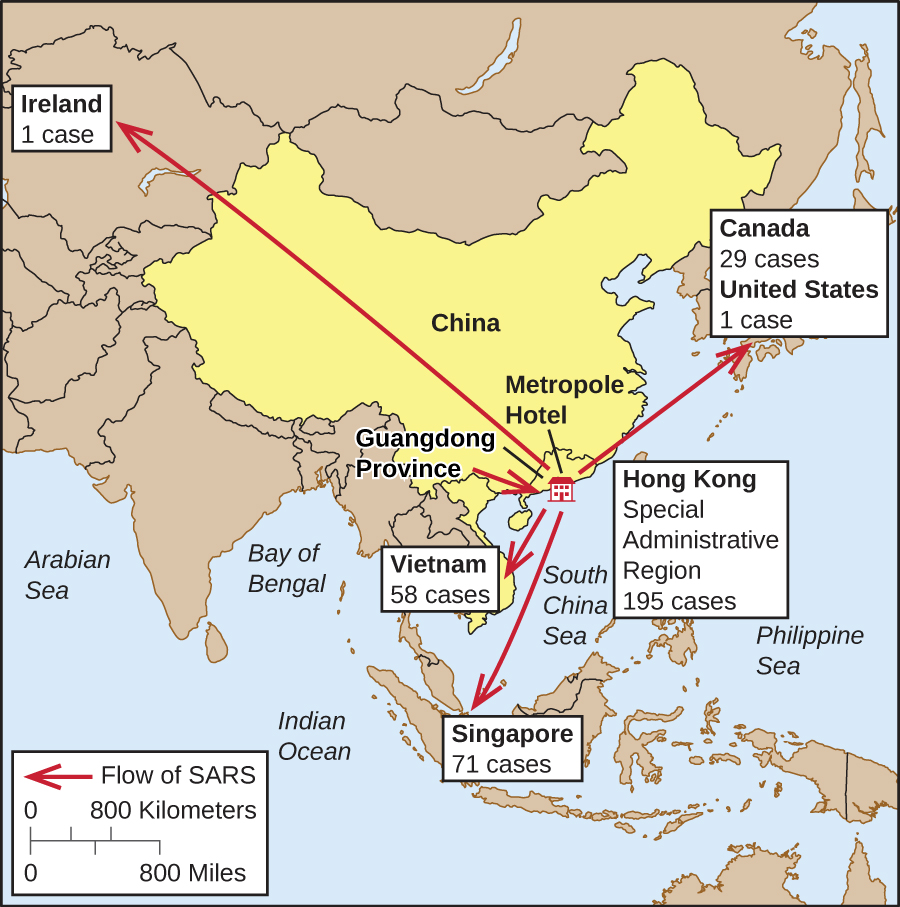
Expansión del SARS fuera de Cantón (China continental), las principales regiones geográficas afectadas son Hong Kong, Asia Central, el Sudeste Asiático y América del Norte.

El 2 de abril, los funcionarios médicos chinos comenzaron a informar sobre el estado del brote de SARS. La provincia de Cantón, en el sur de China, reportó 361 nuevas infecciones y 9 nuevas muertes, lo que aumentó las cifras totales de China continental reportadas previamente a fines de febrero. El virus también se detectó en Pekín y Shanghái. La OMS también aconsejó a los viajeros que eviten Hong Kong y Cantón durante una conferencia de prensa.
El 8 de abril, el SARS comenzó a plagar el estado del Bajo Ngau Tau Kok cerca de los Jardines Amoy en Kowloon en Hong Kong. Los funcionarios de salud de Hong Kong advirtieron que el SARS se había extendido tanto en el país y en el extranjero que llegó para quedarse. Sin embargo, los funcionarios de la OMS se mantuvieron cautelosamente optimistas de que la enfermedad aún podría ser contenida.
El 9 de abril, James Earl Salisbury murió de SARS en un hospital en Hong Kong. Mormón estadounidense y profesor en el Politécnico de Shenzhen, había estado enfermo durante aproximadamente un mes antes de su muerte, pero originalmente le diagnosticaron neumonía. Su hijo Michael "Mickey" Salisbury estaba con él en China y también contrajo la enfermedad, pero sobrevivió. La muerte de Salisbury condujo a más admisiones abiertas por parte del gobierno chino sobre la propagación del SARS.
El 10 de abril, Jim Hughes, jefe de enfermedades infecciosas en los CDC, confirmando las advertencias de los funcionarios de salud de Hong Kong, afirmó que creía que el SARS ya no podía ser erradicado en el Lejano Oriente. Sin embargo, mantuvo la esperanza de evitar que se extendiera ampliamente en América del Norte.
El 12 de abril, Marco Marra, director del Centro de Ciencias del Genoma Michael Smith, que forma parte de la Agencia de Cáncer de la Columbia Británica, anunció que los científicos de su centro habían descifrado el código genético del virus sospechoso de causar la enfermedad. En Toronto, tres personas más murieron de SARS, lo que elevó el número de muertes canadienses a 13. El 16 de abril, la OMS emitió un comunicado de prensa que indicaba que el coronavirus SARS-CoV identificado por varios laboratorios era la causa oficial del SARS. La enfermedad fue nombrada oficialmente el virus del SARS.
El 17 de abril, se notificó el primer caso confirmado de SARS de la India.
El 22 de abril, las escuelas en Hong Kong comenzó a reabrir por etapas. El 23 de abril, Pekín anunció que todas las escuelas primarias y secundarias permanecerían cerradas por dos semanas. Unos días antes, algunas facultades de la Universidad de Pekín habían cerrado porque algunos estudiantes habían sido infectados. La OMS emitió avisos de viaje contra Pekín, Toronto y la Provincia de Shanxi.
El 25 de abril, el gobierno de la ciudad de Taipéi en la República de China (Taiwán) cerró la sucursal del Hospital Municipal de Taipei Hoping y puso en cuarentena a sus 930 empleados y 240 pacientes durante 2 semanas.
El 30 de abril, la Organización Mundial de la Salud levantó la advertencia de viaje del SARS para Toronto. La decisión se tomó porque «está satisfecho con las medidas locales para detener la propagación del SARS». Funcionarios canadienses dijeron que intensificarían las proyecciones en los aeropuertos.

### Mayo de 2003
El 24 de mayo, se informó de un nuevo grupo de unos 20 pacientes sospechosos en Toronto. Para el 29 de mayo, más de 7,000 personas recibieron instrucciones de ponerse en cuarentena en Canadá por las autoridades que buscaban controlar la posible propagación del brote de SARS.

Casos probables de SRAS a nivel mundial desde marzo a julio de 2003.

### Abril de 2004
El SARS volvió a estallar en Pekín y en la Provincia de Anhui. El 22 de abril, China anunció que una mujer de 53 años había muerto el 19 de abril, su primera muerte por SARS desde junio. Una persona murió y nueve se infectaron en el brote que se informó por primera vez el 22 de abril. Los primeros 2 casos infectados involucraron a un estudiante de posgrado y un investigador del Instituto Nacional para el Control y Prevención de Enfermedades Virales (abreviatura: Instituto de Virología) del Centro Chino para el Control y Prevención de Enfermedades; se diagnosticaron 7 casos adicionales, que estaban relacionados con un contacto personal cercano con el estudiante, el laboratorio o con una enfermera que trató al estudiante.

### Mayo de 2004
Dos casos confirmados adicionales de SARS y tres casos sospechosos adicionales se informaron en Pekín el 1 de mayo, todos relacionados con un solo laboratorio de investigación, el Laboratorio de Virus de Diarrea en el Instituto Nacional de Virología de los CDC en Pekín:

Los casos se han relacionado con experimentos con coronavirus del SARS vivo e inactivo en los institutos de virología y diarrea de los CDC donde se realizó una investigación interdisciplinaria sobre el virus del SARS.

El 2 de mayo, China anunció los tres casos sospechosos como casos genuinos de SARS, elevando el total de casos en un brote reciente a nueve. 189 personas fueron liberadas de la cuarentena. El 18 de mayo, después de que no se informaron nuevas infecciones en un período de tres semanas, la OMS anunció que China estaba libre de nuevos casos de SARS, pero declaró que «persisten las preocupaciones de seguridad de la biotecnología».

## Estado posterior
En mayo de 2005, Jim Yardley del New York Times escribió:

No se ha informado ningún caso del síndrome respiratorio agudo severo este año [2005] o a fines de 2004. Es el primer invierno sin un caso desde el brote inicial a fines de 2002. Además, la cepa epidémica de SARS que causó al menos 774 muertes en todo el mundo en junio de 2003 no se han visto fuera de un laboratorio desde entonces.